# Chartreuse d'Arvière
La chartreuse d'Arvière est un ancien monastère de Chartreux dont les vestiges se trouvent à Lochieu dans le département de l’Ain et la région Auvergne-Rhône-Alpes (France).
Le site du XIIe siècle fait l’objet d’un classement au titre des monuments historiques par arrêté du 6 août 1995.

## Situation
Les vestiges de la chartreuse d'Arvière sont situés dans le département français de l’Ain à Lochieu, au cœur de la forêt domaniale d'Arvière dans le Valromey. Le site solitaire d’Arvière, situé sur les flancs du Grand Colombier à 1 200 mètres d’altitude, correspond bien au « désert cartusien » : isolé, difficile d’accès, asile privilégié pour la vie contemplative.

## Histoire
La première chartreuse d’Arvière est construite en 1122 au lieu-dit « les Cimetières » et transférée à l’emplacement actuel une dizaine d’années plus tard, vers 1135. Son fondateur, le comte Amédée III de Savoie, la dote de vastes forêts de sapins, comprenant entre autres l'actuelle forêt d'Arvière, dans le Grand Colombier et de droits de parcours fort étendus dans le Valromey et en fait don à l’ordre monastique des Chartreux. Les premiers moines étaient conduits par Arthaud, fils du seigneur de Sothonod, futur saint Arthaud, qui en fut le premier prieur.
Dans son testament de 1252, le comte Amédée IV de Savoie fait un don de mille sous à la chartreuse ainsi qu'aux monastères d'Aillon et de Hautecombe.
Parmi les principaux bienfaiteurs du monastère, on compte : Ardutius de Faucigny, évêque de Genève, Bernard de Portes et Guillaume Ier, évêques de Belley, Anthelme, évêque de Patras, Henri, roi d'Angleterre, Humbert, sire de Beaujeu, Arthod, doyen de Ceyzérieu, qui fit élever le réfectoire, Aymon et Hugues de Varennes, qui firent édifier l'église, Guillaume et Étienne, doyens de l'église métropolitaine de Lyon, les religieux de Nantua, le chapitre de Belley, etc.
Les papes Lucius II, Alexandre III, Lucius III, Grégoire VIII, Célestin III, Innocent IV, Alexandre IV, Grégoire X, Jean XXI et Boniface VIII lui ont accordé des privilèges, ainsi que les comtes, puis ducs de Savoie, Guillaume Ier comte de Genève, le seigneur d'Anthon, les sires de Beaujeu, les seigneurs du Valromey, etc.
Les possessions de la chartreuse s'étendaient sur les territoires de Lochieu, Brénaz, Songieu, Passin, Lompnieu, Virieu-le-Petit, Chavornay, Ceyzérieu, Culoz, Corbonod et Seyssel.
Les Chartreux y vécurent jusqu’à la Révolution. En 1791, la Convention chasse les derniers moines et confisque leurs biens. Les bâtiments de l’abbaye sont vendus à maître Cyvoct, notaire de Belley, qui en fait une carrière de pierres. Au XXIe siècle, il ne subsiste du monastère et de l'église qui était sous le vocable de Notre-Dame que les soubassements.
La forêt des chartreux fut incorporée dans le domaine de l’État en 1793 et devint la forêt domaniale d’Arvière, dont la gestion fut confiée à l’Administration des Eaux et Forêts. En 1851, les terrains constitués de la chartreuse d'Arvière et des prairies voisines furent cédés à l'État par le comte d'Angeville et intégrés dans la forêt domaniale d'Arvière. En 1855, l’administration forestière fit construire une maison habitée par les gardes forestiers jusqu’en 1917. À partir de 1922, ce logement de fonction n’étant plus habité, les bâtiments, renommés chalet d’Arvière furent loués au Touring club de France, aménagés en auberge, puis en colonie de vacances jusqu’en 1983. Ce bâtiment est aujourd'hui un gîte d'étape proche du parcours de la Grande traversée du Jura
.
.

## Description
Si la chartreuse d’Arvière est un édifice très mal connu, car peu étudié, elle demeure importante, car c’est une construction ancienne (une cinquantaine d’années après la fondation de l’ordre par saint Bruno en 1084), dans un site « de désert », dont le plan a manifestement conservé des éléments d’origine. L’intérêt de cette chartreuse réside dans le fait qu’elle a été très peu modifiée, contrairement aux autres établissements cartusiens souvent reconstruits aux périodes modernes.